# Couvent des Pénitents de Saint-Geniez-d'Olt
Le couvent des Pénitents est un couvent situé sur la commune française de Saint-Geniez-d'Olt, dans le département de l'Aveyron.

## Description

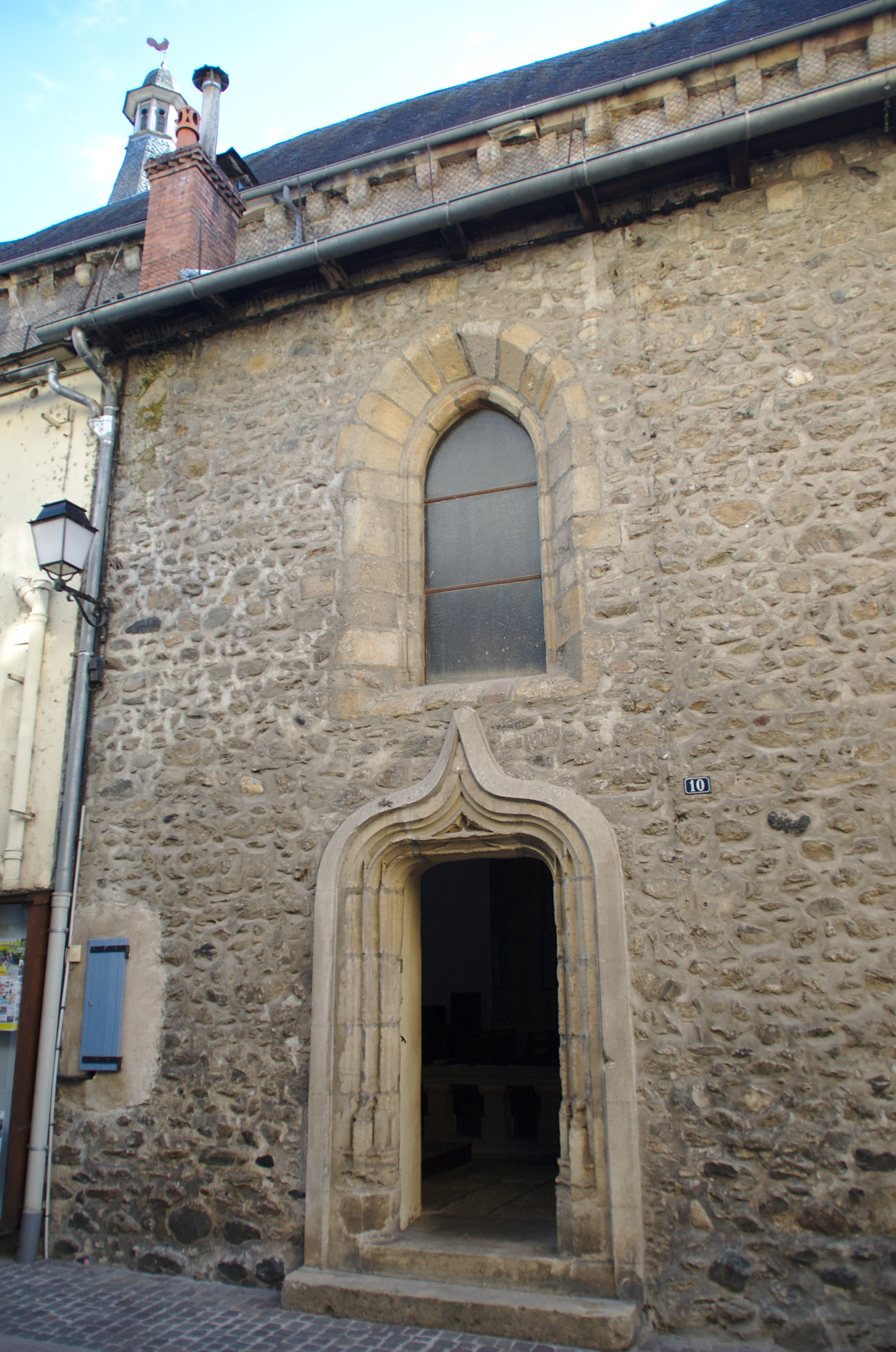
Entrée de la chapelle
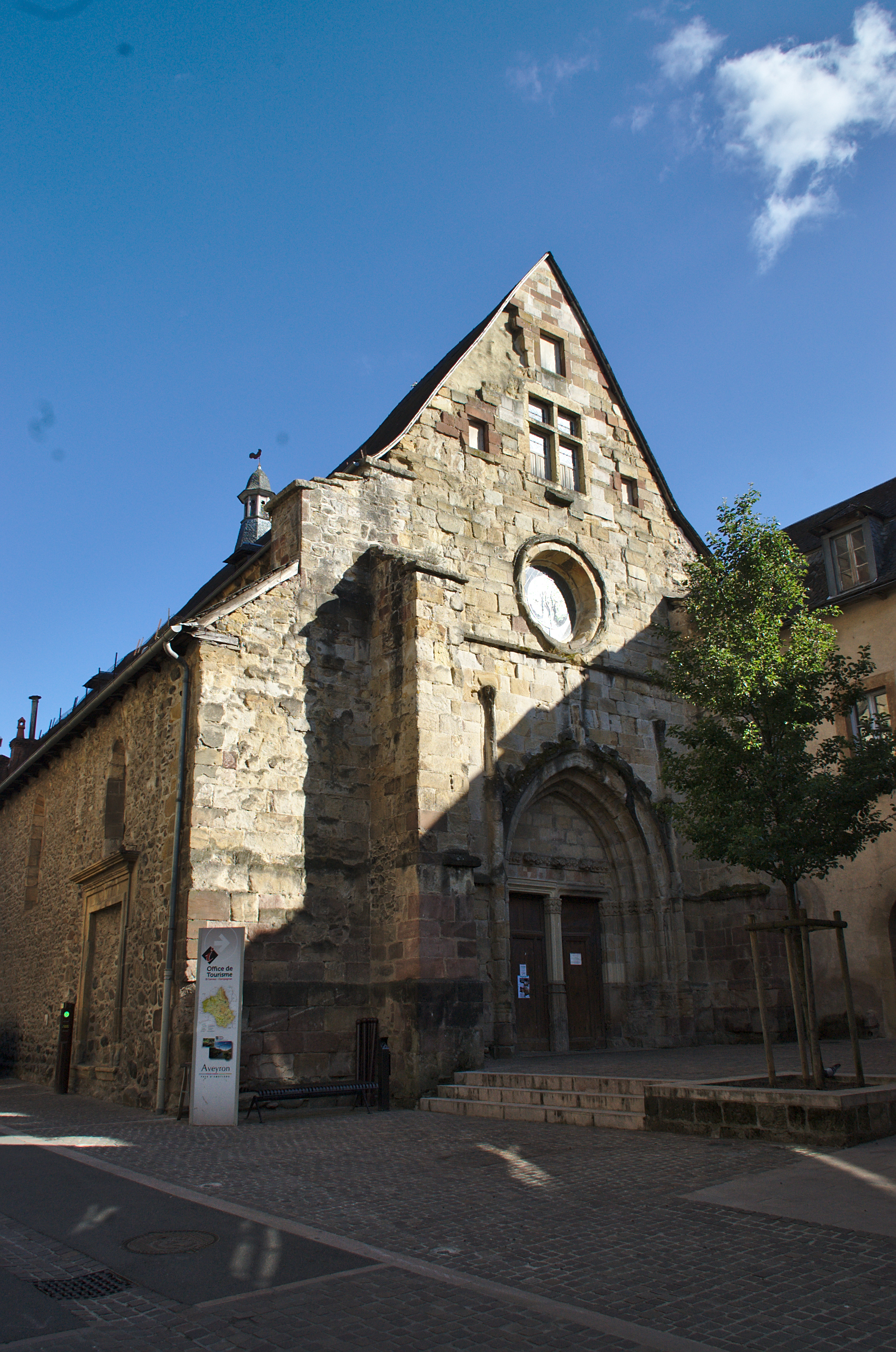
La chapelle des pénitents noirs
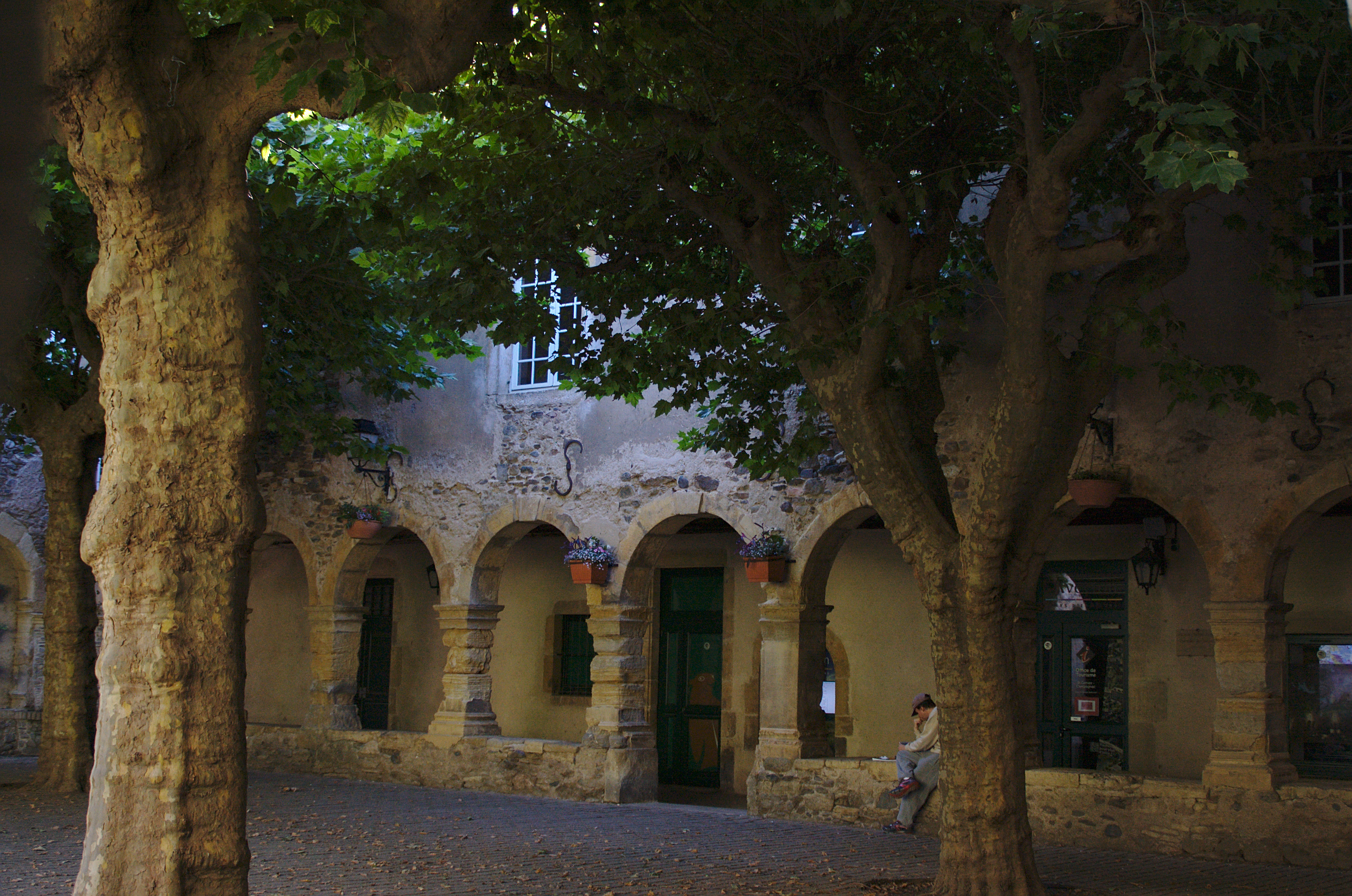
Le cloître

## Localisation
Le couvent est situé rue de l'Hôtel de Ville à Saint-Geniez-d'Olt.

## Historique
L'édifice, érigé au quinzième siècle, est inscrit au titre des monuments historiques en 1926 et classé en 1931.